# Przesław (syn Niklota)
Przesław, Przecław – książę obodrycki, syn Niklota, brat Przybysława i Warcisława. Szwagier króla duńskiego Waldemara I Wielkiego.
Jego postać znana jest z kroniki Saksona Gramatyka, nie wspomina o nim jednak Helmold. W bliżej nieznanych okolicznościach jeszcze za życia ojca znalazł się na dworze duńskim, gdzie przyjął chrześcijaństwo i stał się jednym z najlojalniejszych wasali króla duńskiego Waldemara. Był żonaty z siostrą Waldemara, Katarzyną. W 1164 roku wziął udział w wyprawie duńsko-saskiej przeciwko swojemu bratu Przybysławowi oraz książętom zachodniopomorskim Bogusławowi I i Kazimierzowi I. W wyniku wyprawy otrzymał jako lenno terytorium z ośrodkiem w Wołogoszczy, rychło jednak został stamtąd wypędzony przez mieszkańców. Jego dalsze losy są nieznane.